# Shin’ichirō Tomonaga

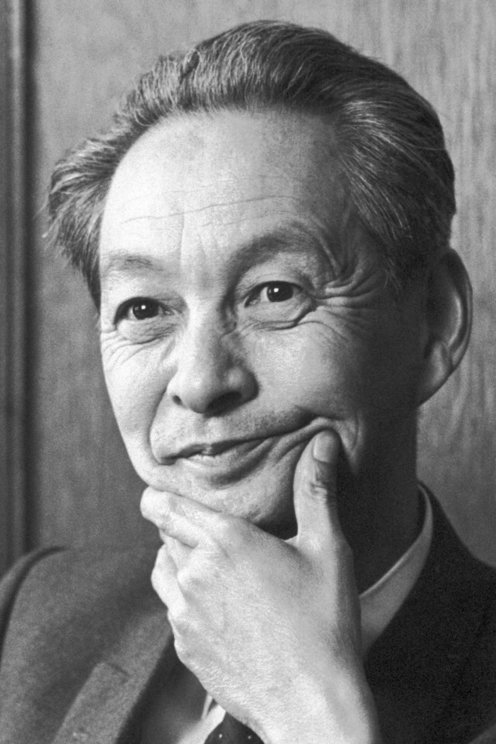
Shin’ichirō Tomonaga

Shin’ichirō Tomonaga (jap. 朝永 振一郎, Tomonaga Shin’ichirō; * 31. März 1906 in Tokio; † 8. Juli 1979 ebenda) war ein japanischer Physiker. Er erhielt 1965 zusammen mit Richard P. Feynman und J. Schwinger den Physik-Nobelpreis „für ihre fundamentale Leistung in der Quantenelektrodynamik, mit tiefgehenden Konsequenzen für die Elementarteilchenphysik“.

## Leben und Werk
Tomonaga wurde 1906 in Tokio geboren. Seine Familie zog 1913 nach Kyōto, wo sein Vater Tomonaga Sanjūrō (1871–1951), von dem ein in Japan bekanntes Buch über die Philosophie Immanuel Kants stammt, Professor für Philosophie geworden war.
Tomonaga schloss sein Studium 1929 ab, gleichzeitig mit einem engen Freund, dem Nobelpreisträger Hideki Yukawa, und wurde dann Assistent von Yoshio Nishina (dem Entwickler der Klein-Nishina-Formel). 1932 trat er dem Nishina Laboratory (RIKEN) bei. Tomonaga verehrte seinen Lehrer zeit seines Lebens und ließ sich sogar neben ihm begraben. Unter ihm begann er über die Quantenelektrodynamik zu arbeiten.
Bei einem Forschungsaufenthalt von 1937 bis 1939 in Leipzig bei Werner Heisenberg setzte Tomonaga seine Arbeiten fort und begann sich zusätzlich mit Kernphysik zu beschäftigen. Eine in Deutschland veröffentlichte Arbeit über die „Innere Reibung und Wärmeleitfähigkeit von Kernmaterie“ reichte er nach seiner Rückkehr 1939 an der Universität Tokio als Doktorarbeit ein. 1941 wurde er Professor für Physik an der Geistes- und Naturwissenschaftlichen Hochschule Tokio (später Pädagogische Universität Tokio, heute Universität Tsukuba).
Tomonaga arbeitete über die Mesonentheorie der Kerne („Intermediate coupling theory“) und stellte bereits 1942 eine eigene kovariante Formulierung der Quantenfeldtheorie vor – deutlich früher als Julian Schwinger und Richard Feynman, mit denen er sich dann 1965 den Nobelpreis für Physik teilte.
Wie Schwinger beschäftigte sich Tomonaga während des Krieges mit Radar-Forschung (Wellenleiter, Hohlraumresonatoren, Magnetron-Theorie). Nach dem Ende des Krieges setzte er seine Arbeiten über Quantenelektrodynamik fort und entwickelte unabhängig von Schwinger die Renormierungstheorie.
1949 wurde er von Robert Oppenheimer an das Institute for Advanced Study in Princeton eingeladen, wo er sich mit der quantenmechanischen Vielteilchentheorie beschäftigte und als erster an exakt lösbaren eindimensionalen Modellen von Systemen geladener Fermionen, den Tomonaga-Luttinger-Flüssigkeiten, die Natur kollektiver Anregungen in solchen Systemen aufklärte.
An der Universität Tokio baute Tomonaga ab 1955 das Institut für Kernphysik auf. 1956–1962 war er sowohl Präsident der Pädagogischen Universität Tokio (heute Universität Tsukuba) als auch Direktor des japanischen Wissenschaftsrates und auch sonst ein einflussreicher Regierungsberater. Ab 1963 war er Direktor des Optik-Instituts der Universität.
Tomonaga schrieb 1949 ein Lehrbuch über Quantenmechanik, das 1963 ins Englische übersetzt wurde.
Tomonaga heiratete 1940 und hatte zwei Söhne und eine Tochter.

## Auszeichnungen und Ehrungen
1946 erhielt er den Asahi-Preis, 1948 den Preis der Japanischen Akademie, 1952 den japanischen Kulturorden, 1963 die Lomonossow-Goldmedaille und 1980 für Butsurigaku to wa nan darō ka (物理学とは何だろうか) den Osaragi-Jirō-Preis. Seit 1958 war er korrespondierendes Mitglied der Bayerischen Akademie der Wissenschaften. Er wurde 1964 zum Mitglied der Deutschen Akademie der Naturforscher Leopoldina gewählt, 1965 in die National Academy of Sciences, 1975 in die American Academy of Arts and Sciences. 1998 wurde der Asteroid (6919) Tomonaga nach ihm benannt.

## Schriften
- Shin’ichirō Tomonaga: Quantum Mechanics I. North-Holland Publishing Company, Amsterdam 1962 (archive.org).
- Shin’ichirō Tomonaga: Quantum Mechanics II. North-Holland Publishing Company (John Wiley & Sons), Amsterdam 1966 (archive.org).
- Shin’ichirō Tomonaga: The Story of Spin. University of Chicago Press, Chicago 1997, ISBN 978-0-226-80794-2 (archive.org).